# Ronnie Cowan (homme politique)
Pour les articles homonymes, voir Cowan.
Ronald Jack Cowan, dit Ronnie Cowan, né le 6 septembre 1959 dans l'Inverclyde (Écosse), est un homme politique britannique, membre du Parti national écossais (SNP) et député de la circonscription d'Inverclyde à la Chambre des communes du Royaume-Uni depuis 2015.
Il est le fils de Jimmy Cowan, footballeur évoluant au poste de gardien de but. Il est originaire de Greenock et fait ses études à l'Académie de Greenock. Il est propriétaire d'une entreprise de services informatiques.